# بخش سافیلد (شهرستان پورتاژ، اوهایو)
بخش سافیلد (به انگلیسی: Suffield Township) یک منطقهٔ مسکونی در ایالات متحده آمریکا است که در شهرستان پورتیج، اوهایو واقع شده‌است.
 بخش سافیلد ۶۴٫۰ کیلومتر مربع مساحت و ۶٬۳۸۳ نفر جمعیت دارد و ۳۶۰ متر بالاتر از سطح دریا واقع شده‌است.